# Crotalaria sessilis
Crotalaria sessilis är en ärtväxtart som beskrevs av De Wild.. Crotalaria sessilis ingår i släktet sunnhampor, och familjen ärtväxter. Inga underarter finns listade i Catalogue of Life.